# American Repertory Theater
O American Repertory Theater (A.R.T.) é um teatro profissional sem fins lucrativos em Cambridge, Massachusetts. Fundado em 1979 por Robert Brustein, o A.R.T. é conhecido por seu compromisso com novas peças americanas e explorações de teatro musical; às obras negligenciadas do passado; e a textos clássicos estabelecidos reinterpretados de novas maneiras refrescantes. Nos últimos quarenta anos, ganhou muitos dos prêmios mais importantes do país, incluindo o Prêmio Pulitzer (1982), o Prêmio Tony (1986) e o Prêmio Jujamcyn (1985). Em 2002, o A.R.T. recebeu o prêmio Outstanding Achievement Award da National Theatre Conference e foi nomeado um dos três melhores teatros do país pela revista Time em 2003. O A.R.T. está localizado no Loeb Drama Center na Universidade Harvard, um prédio que compartilha com o Harvard-Radcliffe Dramatic Club. A A.R.T. opera o Instituto de Formação Teatral Avançada.
Em 2002, Robert Woodruff substituiu o fundador Robert Brustein como diretor artístico da A.R.T. Após a saída de Woodruff em 2007, o diretor artístico associado Gideon Lester ocupou o cargo para a temporada 2008/2009 e, em maio de 2008, Diane Paulus foi nomeada a nova diretora artística. Paulus, ex-aluno de Harvard, é amplamente conhecido como diretor de teatro e ópera. Seu trabalho inclui The Donkey Show, que funcionou fora da Broadway por seis anos; produções no Chicago Opera Theatre; e a produção de Hair de 2008 do The Public Theater, que ganhou o prêmio Tony de Melhor Revitalização de um Musical.